# Gabriela Bjarne Larsson
Gabriela Bjarne Larsson, född 1956, är docent i historia vid Stockholms universitet. Hennes forskning behandlar svensk medeltid, bland annat kvinnors och mäns olika villkor vid förvärv av jordegendomar.

## Publikationer i urval
- Bjarne Larsson, Gabriela, Stadgelagstiftning i senmedeltidens Sverige, Institutet för rättshistorisk forskning, Diss. Stockholm : Univ., Stockholm, 1994

- Bjarne Larsson, Gabriela (red.), Forma historia: metodövningar, Studentlitteratur, Lund, 2002

- Bjarne Larsson, Gabriela, Laga fång för medeltidens kvinnor och män: skriftbruk, jordmarknader och monetarisering i Finnveden och Jämtland 1300–1500, Institutet för rättshistorisk forskning, Stockholm, 2010